# حسي سالم (تعز)
حسي سالم هي إحدى قرى الجمهورية اليمنية. تتبع جغرافيا لمحافظة تعز وإداريًا لمديرية المخاء. يبلغ تعداد سكانها 2287 نسمة حسب الإحصاء الذي أجري عام 2004.